# وودواي (تكساس)
وودواي (بالإنجليزية: Woodway)‏ هي مدينة أمريكية تقع في ولاية تكساس.تبلغ مساحة هذه المدينة 17.1 (كم²)،ويبلغ عدد سكانها 8733 نسمة حسب إحصاء سنة 2010 م. تشير إحصاءات سنة 2000م بأن الكثافة السكانية في هذه المدينة تقدر بـ(511.2) نسمة/كم2.

## التركيبة السكانية
حدّد مكتب تعداد الولايات المتحدة بيانات التركيبة السكانية لوودواي في تعداد الولايات المتحدة. في ما يلي، التركيبة السكانية حسب تعدادي 2000 و2010.

### تعداد عام 2000
بلغ عدد سكان وودواي 8,733 نسمة بحسب تعداد عام 2000، وبلغ عدد الأسر 3,382 أسرة وعدد العائلات 2,759 عائلة مقيمة في المدينة. في حين سجلت الكثافة السكانية 512.2 نسمة لكل كيلومتر مربع (1,326.6/ميل2). وبلغ عدد الوحدات السكنية 3,481 وحدة بمتوسط كثافة قدره 204.2 لكل كيلومتر مربع (528.9/ميل2).
وتوزع التركيب العرقي للمدينة بنسبة 93.71% من البيض و2.23% من الأمريكيين الأفارقة و0.21% من الأمريكيين الأصليين و1.87% من الأمريكيين ذوي الأصول الآسيوية و0.05% من سكان جزر المحيط الهادئ و1.11% من الأعراق الأخرى و0.82% من عرقين مختلطين أو أكثر و3.78% من الهسبانيون أو اللاتينيون من أي عرق.
بلغ عدد الأسر 3,382 أسرة كانت نسبة 33.2% منها لديها أطفال تحت سن الثامنة عشر تعيش معهم، وبلغت نسبة الأزواج القاطنين مع بعضهم البعض 75.1% من أصل المجموع الكلي للأسر، ونسبة 5.1% من الأسر كان لديها معيلات من الإناث دون وجود شريك، بينما كانت نسبة 1.3% من الأسر لديها معيلون من الذكور دون وجود شريكة وكانت نسبة 18.4% من غير العائلات. تألفت نسبة 16.1% من أصل جميع الأسر من عدة أفراد يعيشون في نفس المنزل ونسبة 7% كانت تتألف من شخص يعيش بمفرده يبلغ من العمر 65 عاماً أو أكثر. وبلغ متوسط حجم الأسرة المعيشية 2.58، أما متوسط حجم العائلات فبلغ 2.88.
بلغ العمر الوسطي للسكان 44.5 عاماً. وكانت نسبة 23.9% من القاطنين تحت سن الثامنة عشر، وكانت نسبة 5.8% بين الثامنة عشر والرابعة والعشرين عاماً، ونسبة 21.3% كانت واقعةً في الفئة العمرية ما بين الخامسة والعشرين والرابعة والأربعين عاماً، ونسبة 33.5% كانت ما بين الخامسة والأربعين والرابعة والستين، ونسبة 15.6% كانت ضمن فئة الخامسة والستين عاماً فما فوق. يوجد لكل 100 أنثى 97.5 ذكر، ويوجد لكل 100 أنثى في الثامنة عشر من عمرها فما فوق 93.5 ذكر.
بلغ متوسط دخل الأسرة في المدينة 70,139 دولارًا، أما متوسط دخل العائلة فبلغ 80,161 دولارًا. وكان متوسط دخل الذكور 57,363 دولارًا مقابل 30,822 دولارًا للإناث. وسجل دخل الفرد الخاص بالمدينة 36,306 دولارًا. وكانت نسبة 2.6% من العائلات ونسبة 2.8% من السكان تحت خط الفقر، وكان من هؤلاء نسبة 2.7% تحت سن الثامنة عشر ونسبة 2.9% في الخامسة والستين من العمر وما فوق.

### تعداد عام 2010
بلغ عدد سكان وودواي 8,452 نسمة بحسب تعداد عام 2010، وبلغ عدد الأسر 3,275 أسرة وعدد العائلات 2,620 عائلة مقيمة في المدينة. في حين سجلت الكثافة السكانية 495.7 نسمة لكل كيلومتر مربع (1,283.9/ميل2). وبلغ عدد الوحدات السكنية 3,402 وحدة بمتوسط كثافة قدره 199.5 لكل كيلومتر مربع (516.7/ميل2).
وتوزع التركيب العرقي للمدينة بنسبة 91.33% من البيض و2.91% من الأمريكيين الأفارقة و0.47% من الأمريكيين الأصليين و2.17% من الأمريكيين ذوي الأصول الآسيوية و0.08% من سكان جزر المحيط الهادئ و1.68% من الأعراق الأخرى و1.36% من عرقين مختلطين أو أكثر و6.95% من الهسبانيون أو اللاتينيون من أي عرق.
بلغ عدد الأسر 3,275 أسرة كانت نسبة 29.2% منها لديها أطفال تحت سن الثامنة عشر تعيش معهم، وبلغت نسبة الأزواج القاطنين مع بعضهم البعض 71% من أصل المجموع الكلي للأسر، ونسبة 6.1% من الأسر كان لديها معيلات من الإناث دون وجود شريك، بينما كانت نسبة 2.9% من الأسر لديها معيلون من الذكور دون وجود شريكة وكانت نسبة 20% من غير العائلات. تألفت نسبة 17.8% من أصل جميع الأسر من عدة أفراد يعيشون في نفس المنزل ونسبة 10.6% كانت تتألف من شخص يعيش بمفرده يبلغ من العمر 65 عاماً أو أكثر. وبلغ متوسط حجم الأسرة المعيشية 2.55، أما متوسط حجم العائلات فبلغ 2.87.
بلغ العمر الوسطي للسكان 48.3 عاماً. وكانت نسبة 22.1% من القاطنين تحت سن الثامنة عشر، وكانت نسبة 4.8% بين الثامنة عشر والرابعة والعشرين عاماً، ونسبة 18.3% كانت واقعةً في الفئة العمرية ما بين الخامسة والعشرين والرابعة والأربعين عاماً، ونسبة 32.4% كانت ما بين الخامسة والأربعين والرابعة والستين، ونسبة 22.3% كانت ضمن فئة الخامسة والستين عاماً فما فوق. وتوزع التركيب الجنسي للسكان بنسبة 47.8% ذكور و52.2% إناث.